# Lasioglossum lucidibase
Lasioglossum lucidibase är en biart som först beskrevs av Cockerell 1943.  Lasioglossum lucidibase ingår i släktet smalbin, och familjen vägbin. Inga underarter finns listade i Catalogue of Life.